# Церква Різдва Пресвятої Богородиці (Биківці)
Церква Різдва Пресвятої Богородиці в Биківцях — парафія і храм Шумського благочиння Тернопільської єпархії Православної церкви України в селі Биківці Кременецького району Тернопільської области.
Оголошена пам'яткою архітектури місцевого значення (охоронний номер 1969).

## Історія церкви
До 1906 року в селі існувала дерев'яна церква Різдва Пресвятої Богородиці, збудована у 1731 році. Її освятив єпископ Амвросій. Будівництво здійснювалося за кошти прихожан та власника маєтку пана Ісидора. У храмі зберігалося багато старовинних речей, деякі з яких датувалися 1643 роком. Іконостас привезли з Італії.
У 1906 році був збудований сучасний храм.
Неподалік церкви стоїть капличка. За легендою, її звів пан Ісидор після того, як йому наснилося, що його хвора донька зцілиться, якщо він збудує святиню.
Церква належить до ПЦУ. Її неодноразово відвідував та проводив богослужіння архієпископ Тернопільський і Кременецький Іов.

## Парохи
- о. Ігор Борак (з ?).